# Hedbergs Verkstäder

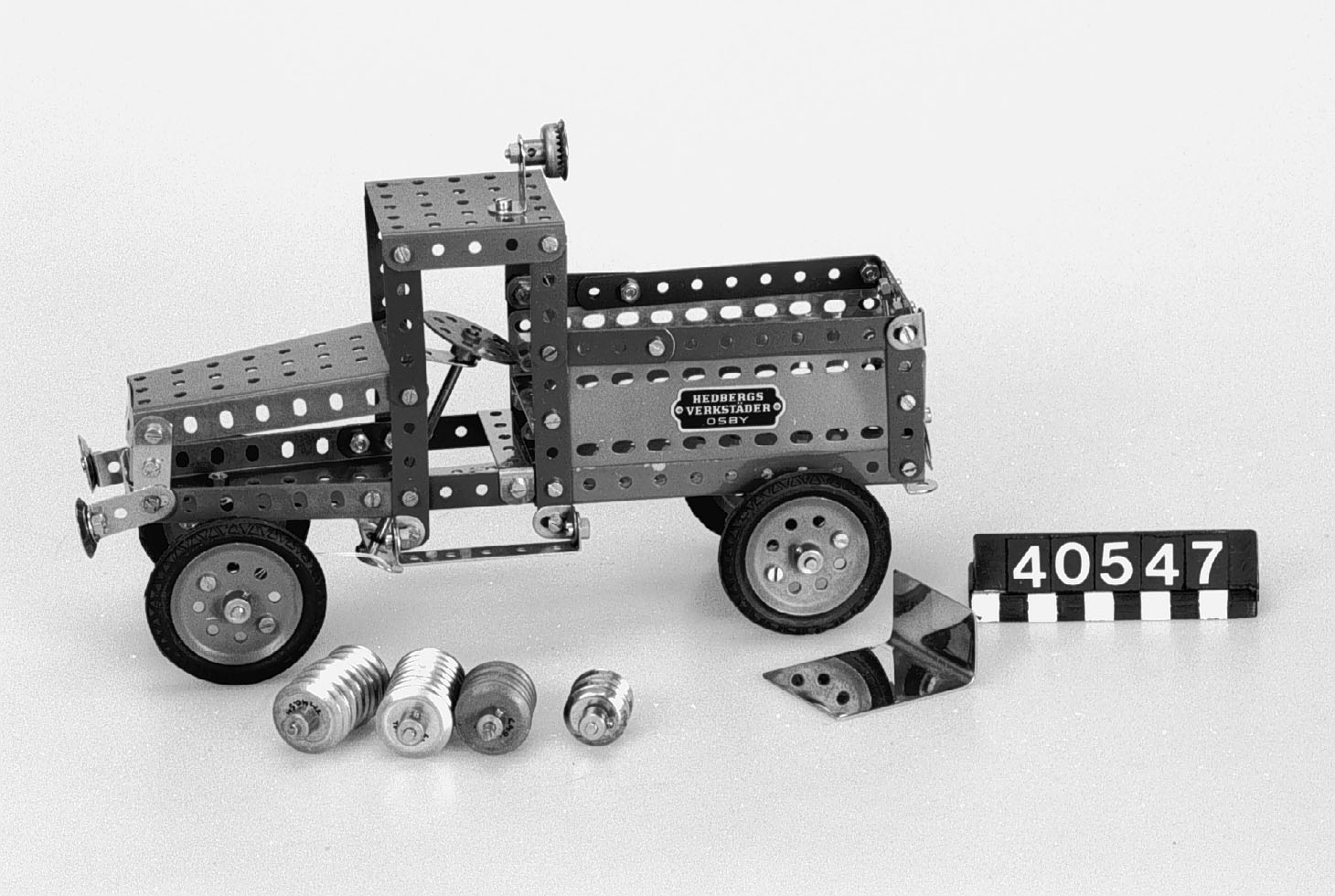
Lastbil gjord av delar av en Mekanik-byggsats, Tekniska museet

Hedbergs Verkstäder var ett verkstadsföretag i Osby, som grundades 1945 av Axel Hedberg (1909–2001). Mellan 1948 och 1958 tillverkade Hedbergs Verkstäder egna varianter av Meccano-bygglådorna, som fick namnet  "Mekanik". Axel Hedberg utvecklade nya detaljer, som precisionstillverkades med en tolerans på 1/100 millimeter och kugghjul som höll svensk verkstadsstandard. Totalt omfattade Mekanik sjutton olika lådor.
Hedbergs Verkstäder hade sin huvudfabrik på Smedjegatan i Osby, som uppfördes i slutet av 1940-talet. Axel Hedberg hade ytterligare en fabrik vid Skansen i Sibbarp, där det tillverkades trädgårdsmöbler, under en period också en fabrik i Tyringe, med bortåt dussinet anställda, samt Skånska Kiselgur AB i Östra Genastorp.
År 1954 inledde företaget ett samarbete med den österrikiska modelljärnvägstillverkaren Liliput och sålde  Liliput i Sverige, samtidigt som  Mekaniklådor exporterades till Österrike. År 1955 övertalade Hedberg Liliput att tillverka en modell av SJ:s snälltågslok SJ F 700. Axel Hedberg tog hem cirka 300 lok, men försäljningen gick dåligt, bland annat eftersom man inte gjorde reklam för dem under hela 1956. När man till slut under 1957 bestämde sig för att annonsera i Teknik för alla var både Märklins och Fleischmann GmbHs svenska lok på väg in på marknaden och ingen ville köpa lok från den då okända firman Liliput. År 1958 slutade Hedberg att sälja modelltåg och tog i stället upp tillverkning av trädgårdsmöbler.
Från 2003 och fram till slutet av 2010-talet ägdes och drevs Hedbergs Verkstäder av Christer Kristensson (född 1952). Denne inriktade företaget på reparation och legoarbeten som svetsningsarbeten samt tillverkning av balpressar.